# Diana Kormos-Buchwald
Pour les articles homonymes, voir Buchwald.
Diana Kormos-Buchwald est une historienne des sciences américaine, professeure au California Institute of Technology et membre de la Société américaine de philosophie, née le 22 mai 1956. Elle est une spécialiste de l'histoire moderne des sciences physiques et de l'histoire intellectuelle européenne.

## Biographie
Diana Kormos-Buchwald a obtenu son baccalauréat au Technion en 1981 et sa maîtrise à l'Université de Tel Aviv en 1983. Elle a obtenu un doctorat de l'Université Harvard en 1990. À Caltech, elle a été instructrice de 1989 à 1990, professeure adjointe de 1990 à 1996, professeure agrégée de 1996 à 2005 et professeure de 2005 à 2017. Elle a été nommée professeure d'histoire à Caltech en 2018.
Diana Kormos-Buchwald est rédactrice en chef et directrice du projet Einstein Papers. Les volumes 7, 9, 10, 11, 12, 13, 14 et 15 de The Collected Papers of Albert Einstein ont été publiés pendant son mandat au sein du projet. Elle a été membre de l'Institute for Advanced Study de Princeton, dans le New Jersey, de 1992 à 1993, ainsi que de l'Internationales Forschungszentrum Kulturwissenschaften de Vienne en 1997. Elle a récemment été chercheuse invitée à l'Université d'Amsterdam, au Boerhaave Museum de Leyde et à l'Institut Max Planck pour l'histoire des sciences à Berlin. Elle est membre de la Société américaine de physique et de l'Association américaine pour l'avancement des sciences. En 2021, elle a été élue membre de la Société américaine de philosophie.
Le mari de Diana Kormos-Buchwald, Jed Z. Buchwald, est professeur d'histoire à Caltech. Son fils Ady Barkan (en) est un avocat et militant américain.

## Publications
- The Collected Papers of Albert Einstein, Vol. 15, The Berlin Years: Writings & Correspondence, June 1925 - May 1927, Princeton University Press, 2018.  (ISBN 978-0691178813)
- The Collected Papers of Albert Einstein, Vol. 14, The Berlin Years: Writings & Correspondence, April 1923 - May 1925, Princeton University Press, 2015.  (ISBN 978-0691164106)
- The Collected Papers of Albert Einstein, Vol. 13, The Berlin Years: Writings & Correspondence, January 1922 - March 1923, Princeton University Press, 2012.  (ISBN 978-0691156743)
- Walther Nernst and the Transition to Modern Physical Sciences, Cambridge University Press, 2011.  (ISBN 978-0521176293)
- The Collected Papers of Albert Einstein, Vol. 12, The Berlin Years: Correspondence, January - December 1921, Princeton University Press, 2009.  (ISBN 9780691141909)
- The Collected Papers of Albert Einstein, Vol. 11, Cumulative Index, Bibliography etc. to Volumes 1-10, Princeton University Press, 2009.  (ISBN 978-0-691-14187-9)
- The Collected Papers of Albert Einstein, Vol. 10, Correspondence May- December 1920 and Supplementary Correspondence 1909-1920, Princeton University Press, 2006.  (ISBN 0-691-12825-1)
- The Collected Papers of Albert Einstein, Vol. 9, Correspondence January 1919 - April 1920, Princeton University Press, 2004.  (ISBN 0-691-12088-9)
- The Collected Papers of Albert Einstein, Vol. 7, Writings 1918-1921, Princeton University Press, 2002.  (ISBN 0-691-05717-6).
- Walther Nernst and the Transition to Modern Physical Sciences, Cambridge University Press, 1999.  (ISBN 978-0521444569)